# Franz-Werner Witte
Franz-Werner Witte (* 5. Oktober 1923 in Braubach; † 17. Februar 2019 in Köln) war ein deutscher Jurist und Historiker.

## Leben und Wirken
Witte wurde 1923 in Braubach als Sohn des Betriebsleiters Otto Witte und seiner Ehefrau Maria Becker geboren. Nach Besuch des Gymnasiums in Köln-Mülheim wurde er 1942 mit Reifevermerk zur Infanterie eingezogen und 1945 nach fünfmonatiger amerikanischer Kriegsgefangenschaft als Leutnant der Reserve entlassen. Nach Besuch eines Sonderlehrgangs für Kriegsteilnehmer erlangte Witte 1947 die Hochschulreife und studierte an der Universität Mainz die Fächer Rechts- und Wirtschaftswissenschaften. 1956 wurde er bei Friedrich August Freiherr von der Heydte mit einer Arbeit über die Staatsphilosophie Hugos von St. Viktor zum Dr. jur. promoviert. Danach war er nacheinander bei der Bundeswehrverwaltung und am Bundesministerium der Verteidigung als Ministerialrat tätig. 
Als Vorstandsmitglied des Katholikenausschusses der Stadt Köln wurde ihm Anfang der 1980er Jahre die Aufgabe übertragen, die Geschichte der katholischen Jugend Kölns zu erforschen. Diese Arbeit blieb unvollendet, da 1990 zuvor verfügbare Personalmittel gestrichen wurden. Bevor Witte die Arbeit an dem Projekt einstellte, verfasste er das umfangreiche Manuskript Um eine neue Kirche und eine neue Lebensform – Jugend als Wegbereiter. Die katholische Jugend Kölns in der ersten Hälfte des 20. Jahrhunderts, das sich heute neben weiteren wissenschaftlichen Vorarbeiten zur Kölner Kirchengeschichte in Wittes Nachlass im Historischen Archiv des Erzbistums Köln befindet.
Witte starb 2019 im Alter von 95 Jahren und wurde auf dem Friedhof in Oberzündorf beigesetzt.

## Schriften (Auswahl)
- Die Staatsphilosophie des Hugo von St. Viktor. [Dissertation, Universität Mainz] 1954.
- Das Kirchspiel Niederspay. Marienberg 1957.
- Die rechtliche Stellung der Bundeswehrverwaltung. Hamburg 1963.
- Konrad von Boppard: Domherr, Reichsnotar, Propst; (Köln, Boppard, Gemünden, Worms). Köln 2009.